# アクラルビシン
アクラルビシン（Aclarubicin）またはアクラシノマイシンA（Aclacinomycin A）は、悪性腫瘍の治療に用いられるアントラサイクリン系の抗腫瘍性抗生物質・トポイソメラーゼ阻害薬である。土壌細菌Streptomyces galilaeus により産生される。インターカレーションにより、クロマチンからヒストンの脱離を誘導する事が出来る。

## 効能・効果
- 胃癌
- 肺癌
- 乳癌
- 卵巣癌
- 悪性リンパ腫
- 急性白血病

## 禁忌
心機能異常またはその既往歴のある患者には禁忌である。

## 副作用
重大な副作用として、
- 心筋障害や心不全等
- 骨髄抑制

汎血球減少、貧血、白血球減少、血小板減少、出血
が知られている。

## 参考資料
1. ↑  “KEGG DRUG: アクラルビシン”. www.kegg.jp. 2022年1月13日閲覧。
2. ↑  CID 451415 - PubChem
3. ↑  “Antagonistic effect of aclarubicin on daunorubicin-induced cytotoxicity in human small cell lung cancer cells: relationship to DNA integrity and topoisomerase II”. Cancer Res. 51 (19):  5093–9. (October 1991). PMID 1655244.
4. ↑  “Drug-induced histone eviction from open chromatin contributes to the chemotherapeutic effects of doxorubicin”. Nature Communications 4:  1908. (2013). doi:10.1038/ncomms2921. PMC 3674280. PMID 23715267.
5. ↑  “Chemical profiling of the genome with anti-cancer drugs defines target specificities”. Nature Chemical Biology 11 (7):  472–480. (2015). doi:10.1038/nchembio.1811. PMID 25961671.
6. 1 2  “アクラシノン注射用２０ｍｇ”. www.info.pmda.go.jp. 2022年1月13日閲覧。